# لورانس ديفيز
لورانس ديفيز (بالإنجليزية: Lawrence Davies)‏ (3 سبتمبر 1977 المملكة المتحدة - ) هو لاعب كرة قدم بريطاني يلعب كمهاجم.